# Precedentno pravo
Precedentno pravo je izraz kojim se označavaju izvori prava koji se temelje na sudskim presudama ili odlukama odgovarajućih organa koji predstavljaju presedan za odluke u sličnim slučajevima u budućnosti. Precedentno pravo se razvilo iz običajnog prava, a u nekim državama, prvenstveno onima s anglosaksonskom tradicijom, predstavlja najvažniji dio izvor prava, za razliku od zemalja s kontinentalnom tradicijom gdje su glavni izvor prava pisani zakoni. Međutim, čak i u potonjima precedentno pravo postoji u obliku sudske prakse.